# Hôtel Nádor
L'Hôtel Nádor (hongrois : Nádor szálloda [ˈnaːdoɾ ˈsaːllodɒ]) est un hôtel situé sur Széchenyi tér à Pécs. Construit en 1846 à l'initiative de la famille de commerçants Schönherr, l'hôtel devient rapidement un haut lieu de la ville. Transformé en quartier général russe en 1944, l'hôtel est nationalisé après la Seconde Guerre mondiale.